# Sylvester tehetetlenségi tétele
A lineáris algebrában Sylvester tehetetlenségi tétele kijelentéseket tesz bilineáris formák együtthatómátrixairól, és azt állítja, hogy bizonyos tulajdonságok bázisváltás hatására sem tűnnek el.
A tételt J. J. Sylvester brit matematikusról nevezték el.
Legyen {\displaystyle V} véges dimenziós komplex vektortér, és legyen {\displaystyle s\colon V\times V\rightarrow \mathbb {C} } hermitikus szeszkvilineáris forma. Ekkor a {\displaystyle V_{0}} elfajulási tér
{\displaystyle V_{0}:=\{v\in V:(\forall w\in V)\,s(v,w)=0\}}.
A tétel kimondja, hogy előáll a
{\displaystyle V=V_{+}\oplus V_{-}\oplus V_{0}}
direkt összeg, ahol {\displaystyle s(v,v)>0} minden {\displaystyle v\in V_{+}\setminus \{0\}} vektorra, és hasonlóan {\displaystyle s(v,v)<0} minden {\displaystyle v\in V_{-}\setminus \{0\}} vektorra.
Ez azt is jelenti, hogy választható bázis {\displaystyle V}-ben úgy, hogy az {\displaystyle s} hermitikus szeszkvilineáris formát ábrázoló {\displaystyle A}  mátrix diagonális legyen:
{\displaystyle A:={\begin{pmatrix}1&0&0&0&\ldots &0&0&\ldots &0\\0&\ddots &0&&&&&&\vdots \\0&0&1&0&&&&&0\\0&&0&-1&0&&&&0\\\vdots &&&0&\ddots &0&&&\vdots \\0&&&&0&-1&0&&0\\0&&&&&0&0&0&0\\\vdots &&&&&&0&\ddots &0\\0&\ldots &0&0&\ldots &0&0&0&0\end{pmatrix}}}
Továbbá ennek a mátrixnak a főátlóján csak az 1, –1 és 0 számok fordulnak elő, és a főátlón kívül minden elem nulla.
Ha {\displaystyle A\in \mathbb {R} ^{n\times n}} szimmetrikus mátrix, és {\displaystyle S\in GL(n,\mathbb {R} )} invertálható mátrix, akkor a tételből következik, hogy {\displaystyle A} és {\displaystyle S^{T}AS} pozitív és negatív sajátértékei multiplicitással megegyeznek. Ez nem triviális, hiszen egy négyzetes mátrix sajátértékei csak az {\displaystyle S^{-1}AS} transzformációra invariánsak, nem pedig  {\displaystyle S^{T}AS}-ra.
A tétel nem teljesül hermitikus bilineáris formákra.
Legyenek most az {\displaystyle V_{+}}, {\displaystyle V_{-}} és {\displaystyle V_{0}} alterek definiálva, mint korábban. Ekkor a tételből következik, hogy az
{\displaystyle {\begin{aligned}r_{+}(s)&:=\dim(V_{+}),\\r_{-}(s)&:=\dim(V_{-}){\text{ és}}\\r_{0}(s)&:=\dim(V_{0})\end{aligned}}}
számok invariánsak az {\displaystyle s\colon V\times V\rightarrow \mathbb {C} }  hermitikus szeszkvilineáris formákra. Így például
{\displaystyle r_{+}(s)=\max\{\dim(W):W\subseteq V} altér és {\displaystyle (\forall w\in W\setminus \{0\})\,s(w,w)>0\}}. Hasonló teljesül  {\displaystyle r_{-}(s)}-re is. A direkt felbontásból következik az {\displaystyle r_{+}(s)+r_{-}(s)+r_{0}(s)=\dim(V)} egyenlőség is. Az {\displaystyle \sigma (s):=\left(r_{+}(s),r_{-}(s),r_{0}(s)\right)} hármast nevezik tehetetlenségi indexnek vagy (Sylvester)-szignatúrának is.

## Fordítás
Ez a szócikk részben vagy egészben  a   Trägheitssatz von Sylvester című német Wikipédia-szócikk fordításán alapul.  Az eredeti cikk szerkesztőit annak laptörténete sorolja fel. Ez a jelzés csupán a megfogalmazás eredetét és a szerzői jogokat jelzi, nem szolgál a cikkben szereplő információk forrásmegjelöléseként.